# Jüdischer Friedhof (Miskolc)
Koordinaten: 48° 5′ 45,9″ N, 20° 45′ 57,2″ O

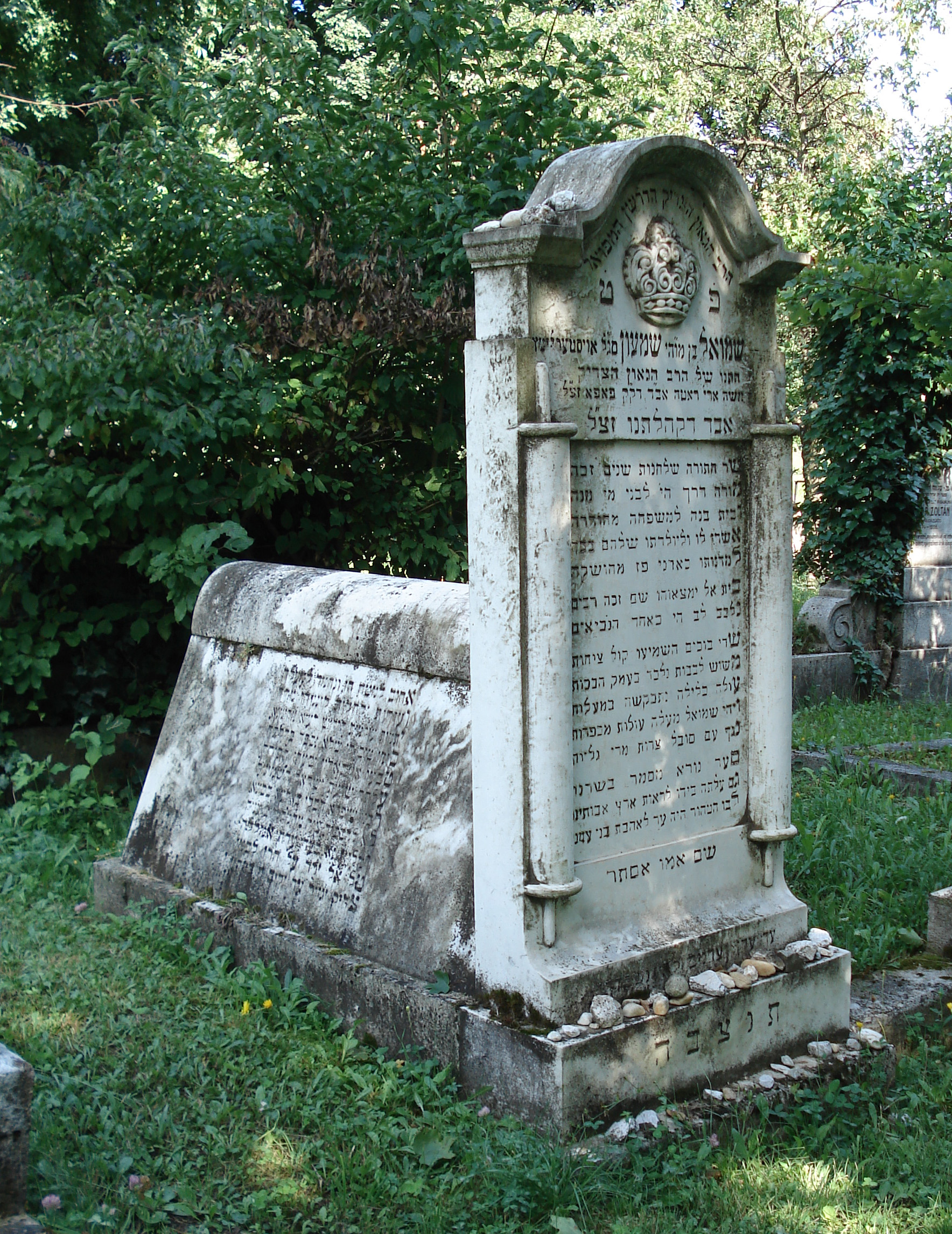
Grabstein auf dem jüdischen Friedhof in Miskolc

Der Jüdische Friedhof in Miskolc, einer Großstadt im gleichnamigen Kreis im Komitat Borsod-Abaúj-Zemplén in Nordungarn, ist gut erhalten. Teilweise ist er gut gepflegt, zum Teil sind die Grabsteine überwachsen.
Der 6,5 ha große Friedhof, der noch heute belegt wird, wurde im Jahr 1792 am Berg Avas angelegt. Schätzungsweise etwa 16.000 Grabsteine stammen aus dem 18. und 19. Jahrhundert. In den 1940er Jahren lebten etwa 14.000 Juden in Miskolc.